# Милошевац (Бариловић)
Милошевац је насељено мјесто у општини Бариловић, на Кордуну, у Карловачкој жупанији, Република Хрватска.

## Историја
Милошевац се од распада Југославије до августа 1995. године налазио у Републици Српској Крајини. До територијалне реорганизације у Хрватској насеље се налазило у саставу бивше општине Дуга Реса.

## Становништво
Према попису становништва из 2011. године, насеље Милошевац је имало 3 становника.
| Националност       | 1991. | 1981. | 1971. | 1961. |
| Срби               | 39    | 57    | 101   | 148   |
| Југословени        |       | 4     |       |       |
| Хрвати             |       | 1     |       |       |
| остали и непознато | 3     | 1     | 2     |       |
| Укупно             | 42    | 63    | 103   | 148   |

| Демографија | Демографија | Демографија |
| Година      | Становника  | Становника  |
| ----------- | ----------- | ----------- |
| 1961.       | 148         |             |
| 1971.       | 103         |             |
| 1981.       | 63          |             |
| 1991.       | 42          |             |
| 2001.       | 14          |             |
| 2011.       |             | 3           |